# Vlag van Amazonas (Brazilië)

Vlag van Amazonas (ratio 15:21)

De vlag van Amazonas werd aangenomen op 14 januari 1982.
De vlag bestaat uit drie even hoge horizontale banen in de kleuren wit, rood en wit. In de bovenste baan staat een blauw kanton met daarin één grote en 24 kleine sterren. De 25 sterren vertegenwoordigen de 25 gemeenten die op 4 augustus 1897 bestonden. De grotere ster staat voor de hoofdstad Manaus.
De twee horizontale witte banen symboliseren hoop, terwijl de rode baan in het midden de gewonnen strijd vertegenwoordigt.

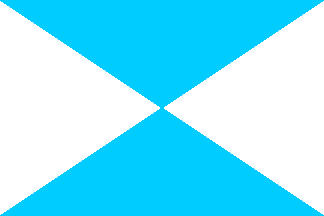
Officieuze vlag uit 1897.
Vlag van de governador do Amazonas